# Patuleia

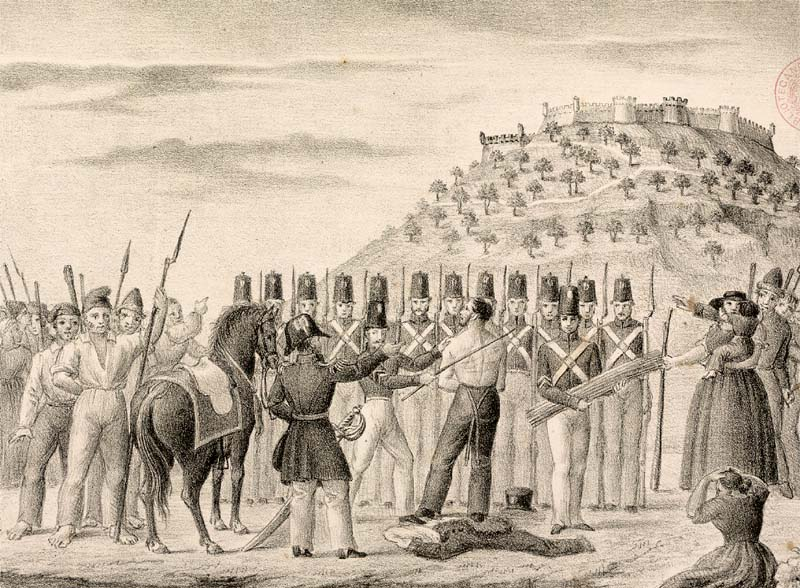
Personne torturée par l'armée pendant cette guerre.

La Patuleia ou Guerre de Patuleia est une guerre civile qui a eu lieu au Portugal en 1846-1847, entre les Chartistes (en), partisans de la Charte constitutionnelle de 1826 mais plus conservateurs que les libéraux radicaux, et une coalition de Septembristes, qui soutiennent la Constitution de 1838, et de Miguelistes, partisans du roi déchu Michel Ier. Elle débute le 8 octobre 1846 et se termine le 29 juin 1847.

## Déroulement
La guerre civile de la Patuleia trouve son origine dans les troubles de la révolte de Maria da Fonte, partis de la région du Minho. Le renvoi du gouvernement de Costa Cabral, le 20 mai 1846, et son remplacement par le duc de Palmela ne suffit pas à calmer l'opposition. La décision de la reine Marie II, le 6 octobre 1846, de nommer le maréchal João Oliveira e Daun, duc de Saldanha, homme fort de tendance chartiste, pour former un nouveau gouvernement (événement connu en portugais sous le nom d’Emboscada (pt)) enflamma les esprits et déclencha la guerre civile.
Une Junte d'inspiration septembriste se met en place à Porto. Elle envoie Francisco Xavier da Silva Pereira (pt), comte d'Antas, marcher sur Lisbonne à la tête des troupes levées par la Junte. Il avance jusqu'à Santarém. Une partie de ces troupes, commandée par José Travassos Valdez, comte de Bonfim, est défaite le 22 décembre 1846 à la bataille de Torres Vedras par l'armée loyaliste, commandée par le duc de Saldanha en personne, et Bonfim est fait prisonnier. Le comte d'Antas doit retourner à Porto ; il mène diverses opérations dans le nord. Il essaie en mai 1847 de mener une expédition par mer contre Lisbonne, mais il est arrêté par la flotte britannique dès sa sortie du port de Porto et fait prisonnier. En effet, l'Angleterre et l'Espagne avaient décidé d'intervenir militairement dans le conflit, au titre du traité de la Quadruple-Alliance de 1834, pour soutenir la monarchie ébranlée.
La guerre s'achève par la convention de Gramido du 29 juin 1847, qui consacre la victoire des Chartistes. Elle est signée dans la Casa Branca de Gramido, localité au bord du Douro dépendant de Valbom (aujourd'hui dans la municipalité de Gondomar), près de Porto, par les commandants des forces armées espagnoles et anglaises, le représentant du gouvernement royal et le représentant de la Junte de Porto. La convention avait pour objectif de rétablir l'autorité royale tout en favorisant la réconciliation avec les insurgés qui retrouvent leur liberté, leurs titres et leurs droits. Cependant, les vaincus ne furent pas toujours traités correctement, ce qui amena de nouvelles rancœurs.